# Fred Meyer
Fred Meyer (né le 17 mai 1900 à Chicago et mort le 12 mars 1983 à Los Angeles) est un lutteur sportif américain.

## Biographie
Fred Meyer obtient une médaille de bronze olympique, en 1920 à Anvers en poids lourds.